# アルコサウルス
アルコサウルス(Archosaurus)は、ペルム紀に生息していた、ワニに似た爬虫類。アルコサウルス類に属す。上あごの方が下あごよりも長く、湾曲しているという奇妙な姿をしている。

## 概要
三畳紀のプロテロスクスに近縁であり、それと同様に口先のフックと鋭い歯を駆使して獲物を襲っていた。本種の報告例は決して多くないものの、ロシアからは何度か報告が上がっている。
口先のフックについては、一説によると性選択が働いた結果によるらしい。
こうした双弓類が支配的となるのは、P-T境界を経た三畳紀からとなる。